# Bison occidentalis
Bison occidentalis es una especie extinta de bisonte que vivió en Norteamérica durante el Pleistoceno. Probablemente evolucionó a partir de Bison priscus. B. occidentalis fue más pequeño y de cuernos más pequeños que el bisonte de las estepas. A diferencia de cualquier bisonte precedente, sus cuernos apuntan hacia arriba, paralelo al plano de la cara desde la nariz hasta el frente, en lugar adelante a través de este plano. Alrededor de hace 5.000 años, B. occidentalis fue reemplazado por el actual y más pequeño bisonte americano (Bison bison). Se especula que B. occidentalis disminuyó en número de individuos debido a la competencia con otros comedores de hierba de la megafauna de la época.